# Plasmodium knowlesi
 (août 2018).
Si vous disposez d'ouvrages ou d'articles de référence ou si vous connaissez des sites web de qualité traitant du thème abordé ici, merci de compléter l'article en donnant les références utiles à sa vérifiabilité et en les liant à la section « Notes et références ».
Plasmodium knowlesi est un parasite primitif du paludisme que l'on trouve couramment en Asie du Sud-Est. 
Il provoque le paludisme chez les macaques à longue queue (Macaca fascicularis), mais il peut aussi infecter les humains, que ce soit naturellement ou artificiellement. Plasmodium knowlesi est le sixième parasite majeur du paludisme humain (après la division de Plasmodium ovale en deux sous-espèces). 
Il peut causer un paludisme grave, comme l'indique son cycle érythrocytaire asexué d'environ 24 heures, avec une fièvre associée qui survient généralement à la même fréquence (la fièvre est quotidienne). Il s'agit d'une infection émergente signalée pour la première fois chez l'homme en 1965. Il représente jusqu'à 70% des cas de paludisme dans certaines régions d'Asie du Sud-Est, où il se trouve principalement. Ce parasite est transmis par la piqûre d'un moustique anophèle. Plasmodium knowlesi a des conséquences sanitaires, sociales et économiques pour les régions touchées.